# Література Уругваю
Література Уругваю — частина культури Уругваю .

## Історія
Першим великим письменником Уругваю був Бартоломе Ідальго (1788—1822), у творчості якого основне місце займала тема гаучо. Яскравим представником класицизму був Франсіско Акунья де Фіґероа (1790—1862).
1888 року вийшла романтична поема Хуана Соріля де Сан-Мартіна (1855—1931) «Табаре», що оспівує благородного дикуна — індіанця.
Засновником національного роману став Едуардо Асеведо Діас (1851—1924).
На початку XX століття в визначне місце в літературі займає Хосе Енріке Родо (1871—1917). Відомими майстрами художньої прози є: Карлос Рейлес (1868—1938), який писав психологічні романи; Хав'єр де Віана (1868—1924); Орасіо Кіроґа (1878—1937), автор коротких оповідань, таких як «Казки сельви»; представники реалістичного напряму Хуан Карлос Онетті (1909—1994), Фелісберто Ернандес (1902—1964) і поет Енріке Аморім; письменники короткого жанру і романів Карлос Мартінес Морено (1918—1986) і Маріо Бенедетті (1920—2009), останній з яких нагороджений низкою літературних премій.
Поезія початку XX століття пов'язана з іменами модерніста Хуліо Еррери-і-Рейсіга (1875—1910), поетес Хуани де Ібарбуру (1895—1979), Марії Еухенії Вас Феррейри (1875—1924) і Дельміри Агустіні (1886—1914).
Драматург Флоренсіо Санчес (1875—1910) відомий у всій Латинській Америці як автор реалістичних драм уругвайської тематики. Значний творчий вплив мають Едуардо Галеано (1940—2015), Крістіна Перрі Россі (нар. 1941) і Хорхе Махфуд (нар. 1969).
В галузі історії літератури значний внесок Альберто Сум Фельде (1889—1976).